# Joseph Lyman
Joseph Lyman (* 13. September 1840 in Lyons, Ionia County, Michigan; † 9. Juli 1890 in Council Bluffs, Iowa) war ein US-amerikanischer Politiker. Zwischen 1885 und 1889 vertrat er den Bundesstaat Iowa im US-Repräsentantenhaus.

## Leben
Joseph Lyman besuchte die öffentlichen Schulen in Ohio und zog im Jahr 1857 nach Big Grove in Iowa. Anschließend studierte er am Iowa College in Grinnell. Zwischen 1861 und 1865 diente Lyman während des Bürgerkrieges zunächst bei der Kavallerie und später bei der Infanterie auf der Seite der Union. Dabei erreichte er den Rang eines Majors. Nach einem anschließenden Jurastudium und seiner im Jahr 1866 erfolgten Zulassung als Rechtsanwalt begann er in Council Bluffs in seinem neuen Beruf zu arbeiten. Zwischen 1867 und 1870 war Lyman stellvertretender Leiter der Steuerbehörde im fünften Finanzbezirk von Iowa. Im Jahr 1884 wurde er Bezirksrichter.
Politisch war Lyman Mitglied der Republikanischen Partei. 1884 wurde er als deren Kandidat im neunten  Wahlbezirk von Iowa in das US-Repräsentantenhaus in Washington, D.C. gewählt. Dort trat er am 4. März 1885 die Nachfolge des Demokraten William Henry Mills Pusey an. Nach einer Wiederwahl im Jahr 1886 konnte Lyman bis zum 3. März 1889 zwei Legislaturperioden im Kongress absolvieren.
1888 verzichtete er auf eine erneute Kandidatur. In der Folge arbeitete er wieder als Rechtsanwalt. Joseph Lyman starb im Juli 1890 in Council Bluffs und wurde dort auch beigesetzt.